# Nomada symphyti
Nomada symphyti là một loài Hymenoptera trong họ Apidae. Loài này được Stoeckhert mô tả khoa học năm 1930.